# Eva Alcón Soler
Eva Alcón Soler (Castelló de la Plana, 1963) és una filòloga valenciana, catedràtica de filologia anglesa a la Universitat Jaume I (UJI) de Castelló i rectora d'aquesta des de juny de 2018. A més, és presidenta de la Xarxa Vives d'Universitats i de la CRUE (Conferència de Rectors de les Universitats Espanyoles).

## Biografia
Doctorada en Filologia Anglesa per la Universitat de València, Eva Alcón és catedràtica de l'UJI des de 1993 i directora del grup d'investigació "Applied Linguistics to English Language Teaching". Abans però fou professora agregada de batxillerat (1988) i professora numerària d'escoles de mestratge industrial (1989). Les seues principals àrees d'investigació se centren en l'adquisició de la llengua anglesa com a segona/tercera llengua, publicant nombrosos articles d'investigació i capítols de llibres al voltant d'aquests temes en l'àmbit internacional i nacional. Ha estat professora visitant a les universitats de Cambridge, Liverpool, Londres, Trinity College (Dublin), Califòrnia (Los Angeles) i Macquaire (Austràlia).
A l'UJI fou vicedegana de Filologia Anglesa (1999-2001), vicerectora d'ordenació acadèmica i estudiants (2001-2006) i vicerectora de cooperació internacional (2006-2010).
El 2015, el candidat del Partit Socialista del País Valencià (PSPV-PSOE) a la presidència de la Generalitat Valenciana Ximo Puig la fitxà com a número dos per la circumscripció de Castelló encapçalada pel mateix Puig. Fou triada per tant diputada a les Corts Valencianes a les eleccions de maig d'aquell any. En abril de 2017 presenta la renúncia per a dedicar-se a la universitat.
En 2018 fou triada rectora de la Universitat Jaume I amb una participació rècord, convertint-se en la primera dona en ocupar aquest càrrec en la història d'aquesta universitat.

## Obres
- Bases Lingüístiques i Metodològiques per a l'ensenyament de la Llengua Anglesa (2002)
- Learning how to Request in an Instructed Language Learning Context (Peter Lang, 2008)
- Intercultural Language Use and Language Learning, Teaching and Testing (Multilingual Matters 2008)
- Intercultural Language Use and Language Learning (Springer, 2007)
- Investigating Pragmatics in Foreing language Learning, Teaching and Testing (Multilingual Matters 2008)